# قلعة بوقرة
قلعة بوقرة هي قرية جبلية مغربية شمال المملكة. تنتمي قلعة بوقرة لإقليم وزان. تضم هذه القرية 15.165 نسمة (إحصاء 2004)، وتتميز بجمالها الخلاب، حيث يقدم لها السائحين من مختلف أنحاء العالم لرؤية المناظر الطبيعية في المنطقة، إلا أنها لا تتوفر على بنية تحتية جيدة حيث الطريق الرابط بين مركز الجماعة القروية وزومي أصبح غير مناسب وحاجيات المنطقة. كما تعد قلعة بوقرة رغم وقوعها في شمال المغرب من المستعمرات الفرنسية أثناء الحماية الفرنسية للمغرب، حيث عرفت قلعة بوقرة بوجود ثكنة عسكرية فرنسية في دوار القلعة، الذي سمي بهذا الاسم لارتفاعه عن مستوى سطح البحر بالمقارنة مع باقي دواوير الجماعة القروية.
ينشط سكان قلعة بوقرة في ميدان الزراعة وتربية المواشي، حيث يشكل ذلك المدخول الأساسي للمنطقة، ورغم الاهتمام بالزراعة غير الشرعية كزراعة القنب الهندي حيث تعد المنطقة واحدة من أهم المناطق المغربية التي تنشط في الزراعة غير الشرعية إلا أن المنطقة تحافط على اهتمامها بالزراعات الشرعية.

## أصل التسمية
أثناء الإستعمار الفرنسي للمنطقة، عرفت المنطقة بثكنة عسكرية في دوار القلعة، المعروف أنذاك بقلعة بوقرة، وهو دوار مرتفع عن سطح البحر مقارنة مع باقي الدواوير، الشيء الذي جعل اسم الدوار يعمم على كل المنطقة.